# Massacro di Alvor
Il massacro di Alvor ebbe luogo nel giugno del 1189 e venne eseguito da una flotta di combattenti provenienti dal Sacro Romano Impero, dalla Danimarca e dalla Contea delle Fiandre in viaggio verso la Terra santa, allo scopo di partecipare alla terza crociata. I combattenti presero d'assalto il castello di Alvor, nell'Algarve, allora parte del Califfato almohade, e massacrò 5 600 persone. La collocazione della conquista e del massacro di Alvor nella Reconquista portoghese non è chiara, ma vi sono indizi che lascerebbero pensare che fosse parte della strategia del re Sancho I, il quale un mese dopo partecipò all'assedio di Silves.

## Fonti
L'evento è brevemente menzionato in diverse fonti, la principale delle quali è l'anonimo De itinere navali, realizzato da un crociato del nord della Germania in una spedizione successiva, la cui menzione occupa sette righe nel manoscritto. L'unica altra fonte contemporanea che menziona direttamente il massacro di Alvor è la Chronica regia Coloniensis. Un ulteriore testo coevo, gli Annali di Lamberto Parvo, si riferisce probabilmente alla spedizione di Alvor quando racconta di come una flotta di crociati settentrionali si sia radunata in Inghilterra e «molte battaglie [...] ha combattuto contro i pagani» nella penisola iberica nel loro viaggio verso il Vicino Oriente. L'unica fonte araba che fa riferimento agli eventi di Alvor è la Bayān al-mughrib di Ibn ʿIdhārī, che si basa su fonti contemporanee. Si riferisce ad Alvor come «il porto», un riferimento al suo nome in epoca romana, Portus Hannibalis. Vi si legge che i crociati «condannarono alla morte tutti coloro che vi si trovavano, adulti e bambini, uomini e donne».
In alcune fonti successive, come l'Itinerarium Regis Ricardi e la Cronaca di Roberto di Auxerre, si fa confusione tra il sacco di Alvor e la cattura di Silves. Il resoconto di Roberto confluì nella cronaca di Guglielmo di Nangis e nel Chronicon Turonense. Il ricordo del massacro di Alvor è stato erroneamente collegato alla conquista di Silves nel resoconto di Roberto, dove «non fu risparmiata nessuna età e furono massacrati entrambi i sessi». Egli riferisce di 50 navi provenienti dalla Frisia e dalla Danimarca che si unirono alle 37 navi crociate le quali effettivamente attaccarono Silves. Ibn ʿIdhārī menziona il massacro dopo la caduta di Silves nella sua narrazione.

## Spedizione
Nel febbraio 1189, cinquanta o più navi che trasportavano 12 000 uomini (una cifra ritenuta esagerata dagli storici moderni) salparono dalla Frisia. Alla foce del Reno, si unirono a un'altra flotta composta da crociati provenienti dalla Renania, dall'Olanda e dalle Fiandre. Da lì, fecero rotta verso Dartmouth, unendosi a un ulteriore flottiglia di navi inglesi e fiamminghe. Secondo Lamberto, si contavano 55 navi su cui vi erano guerrieri danesi, fiamminghi, frisoni e uomini di Colonia e Liegi. La Chronica regia Coloniensis attesta che si salpò durante la Quaresima e che dieci giorni dopo la partenza, ci si fermò in Galizia. A quel tempo, il gruppo contava 60 imbarcazioni di varia provenienza con «10 000 combattenti e più». I crociati si convinsero a visitare la cattedrale di San Giacomo a Compostela. Solo quando si diffuse la voce che intendevano rubare le reliquie di Giacomo e dopo che ci furono scontri tra i pellegrini e i cittadini che causarono vittime da entrambe le parti, i crociati accettarono di tornare alle loro navi «grazie all'intervento di uomini saggi». La flotta si fermò quindi a Lisbona prima di attaccare ad Alvor, come riferisce il De itinere navali:

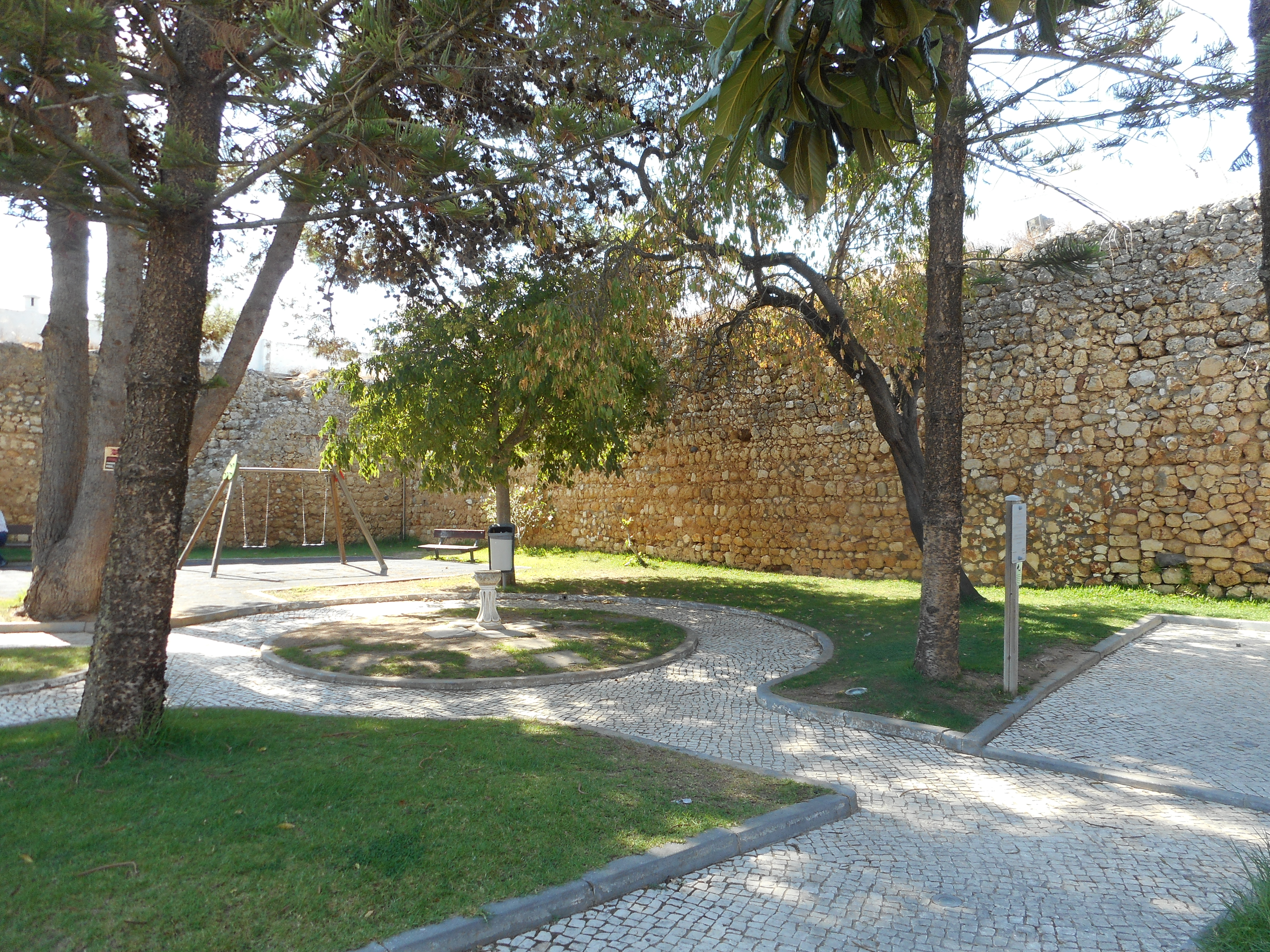
L'interno delle mura della cittadella di Alvor oggi

A questo resoconto del massacro, la Chronica regia Coloniensis aggiunge il dettaglio che essi «si impossessarono di un'infinità di argento e oro». Dopo il sacco, gli uomini di Colonia scelsero di rimanere in Portogallo, mentre il resto della spedizione proseguì verso est. Lamberto conferma che la flotta alla fine si unì all'assedio di Acri e si ritiene che si trattasse del gruppo di cristiani arrivato il 1º settembre menzionato dal benedettino Arnoldo di Lubecca e anche dal monaco cistercense Rodolfo di Coggeshall. L'Itinerarium Regis Ricardi conferma lo sbarco, ma ne confonde i membri con coloro che catturarono Silves e ritiene erroneamente che il massacro si consumò lì.
I comandanti della flotta che saccheggiò Alvor non sono citati in nessuna fonte. Pare che i crociati fossero perlopiù di estrazione umile. Non è possibile definire un arco di tempo più preciso del mese di giugno. Non è altresì nemmeno chiaro quanto tempo ci volle per soggiogare Alvor. Probabilmente la località fu presa d'assalto, dato che la cronologia non riferisce alcunché a proposito di un ipotetico lungo assedio. Dopo la cattura di Silves, Sancho I del Portogallo concesse Alvor al monastero di Santa Cruz.

## Una tappa dellaReconquista?
Nessuna fonte afferma esplicitamente che i crociati che attaccarono Alvor agissero in accordo con il Portogallo, ma ciò è verosimile. La flotta si trovava a Lisbona prima del saccheggio e venne scortata fino allo stretto di Gibilterra da alcune galee portoghesi. Inoltre, il sacco di Alvor aveva un valore strategico per l'imminente attacco di re Sancho I a Silves. Non è noto se il massacro di Alvor rappresentò una tappa della Reconquista portoghese nell'immaginario collettivo lusitano. Normalmente, si tendeva a incoraggiare le popolazioni musulmane a rimanere per mantenere le terre coltivate e pagare le tasse alla corona. È probabile che l'eccidio suscitò sdegno in Portogallo. Il sacco di Alvor non è menzionato dalla storiografia portoghese medievale, come se fosse stato volutamente dimenticato. Nel resoconto del regno di Sancho I fornito dalla Crónica de 1419, la presa di Silves è descritta nel dettaglio, mentre non si riferisce alcunché a proposito di Alvor.
Alvor tornò comunque in mano agli Almohadi durante la loro campagna di riconquista condotta nel 1190-1191.